# HMS Zenith (R95)
HMS Zenith (R95/D95) là một tàu khu trục lớp Z được Hải quân Hoàng gia Anh Quốc chế tạo trong Chương trình Khẩn cấp Chiến tranh của Chiến tranh Thế giới thứ hai. Sống sót qua cuộc xung đột, nó được đưa về thành phần dự bị năm 1947, và sau khi một kế hoạch cải biến nó thành một tàu frigate bị hủy bỏ, nó được bán cho Ai Cập năm 1955 và tiếp tục phục vụ như là chiếc El Fateh, hiện vẫn đang đảm nhiệm vai trò tàu huấn luyện cho đến năm 2014.

## Thiết kế và chế tạo
Zenith được đặt hàng vào ngày 12 tháng 2 năm 1942 như một phần của Chi hạm đội Khẩn cấp 10. Nó được đặt lườn vào ngày 19 tháng 5 năm 1942 tại xưởng tàu của hãng William Denny and Brothers ở Dunbarton; được hạ thủy vào ngày 5 tháng 6 năm 1944; và nhập biên chế cùng Hải quân Hoàng gia Anh vào ngày 22 tháng 12 năm 1944.

## Lịch sử hoạt động

### Thế Chiến II
Sau khi hoàn tất chạy thử máy và huấn luyện, Zenith gia nhập Hạm đội Nhà. Tuy nhiên, những khiếm khuyết được phát hiện buộc nó phải được sửa chữa, và nó được phân công phục vụ tại Viễn Đông. Chiếc tàu khu trục lên đường đi sang Viễn Đông ngang qua Địa Trung Hải, nhưng chiến tranh lại kết thúc trước khi nó đi đến được mặt trận.

### Sau chiến tranh
Vào năm 1946, Zenith nằm trong thành phần Chi hạm đội Khu trục 4 trực thuộc Hạm đội Nhà; và đến năm 1947 được đưa về lực lượng dự bị tại Chatham, nơi nó ở lại cho đến năm 1950. Vào ngày 17 tháng 10 năm 1950, nó được kéo đến Palmers trên sông Tyne để tái trang bị, rồi nằm trong thành phần Hạm đội Dự bị Harwich từ năm 1951 đến năm 1954. Một đề nghị nhằm cải biến nó thành một tàu frigate chống tàu ngầm Kiểu 15 bị hủy bỏ vào tháng 5 năm 1955; và nó cùng với tàu chị em HMS Myngs được chuyển cho Ai Cập cùng tháng đó.

### Phục vụ cùng Ai Cập
Zenith được bán cho Ai Cập vào năm 1955, và nhập biên chế cùng Hải quân Ai Cập như là chiếc El Fateh. Nó được tái trang bị tại xưởng tàu của hãng John I. Thornycroft ở Woolston và lên đường đi sang Ai Cập vào ngày 28 tháng 8 năm 1956. Con tàu được hiện đại hóa tại White, Cowes từ tháng 5 năm 1963 đến tháng 7 năm 1964.
El Fateh được đưa về vai trò huấn luyện, và vẫn hiện hữu cho đến nay. Nhiều nỗ lực nhằm bảo tồn con tàu được thực hiện trong những năm gần đây, nhưng việc thương lượng để bán con tàu của chính phủ Ai Cập vẫn chưa kết thúc cho đến năm 2014.